# Radiolarit

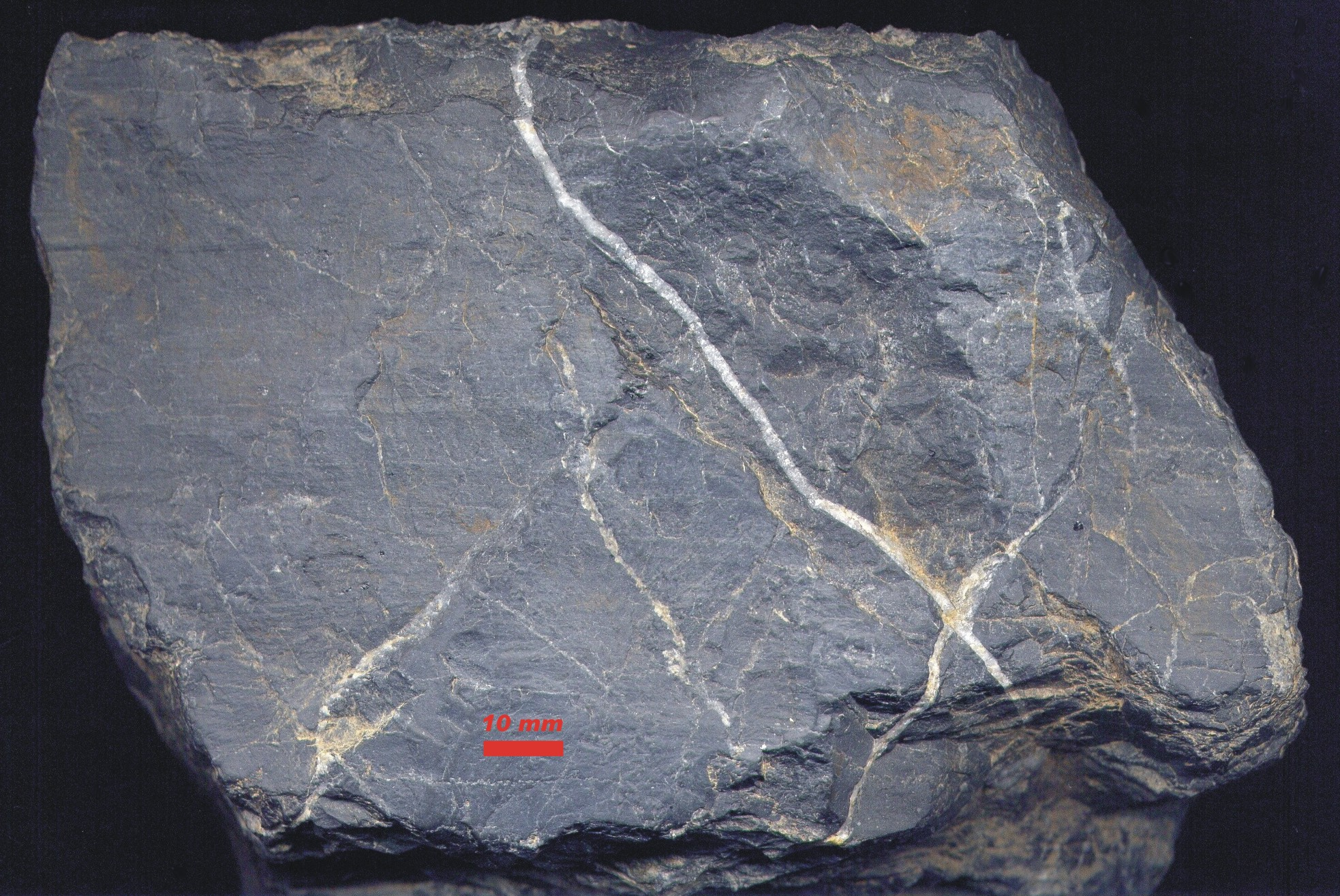
Silurischer Lydit

Radiolarit ist ein biogenes marines („aquagenes“) Sedimentgestein, das hauptsächlich aus mikrokristallinem Quarz besteht. Es wird daher auch mit anderen extrem feinkörnigen Quarzgesteinen unter dem Oberbegriff Chert geführt. Dunkle Radiolarite des Paläozoikums werden auch als Lydite oder Kieselschiefer bezeichnet, auch wenn sie oft nicht schiefrig ausgebildet sind.

## Mineralogie, Petrographie

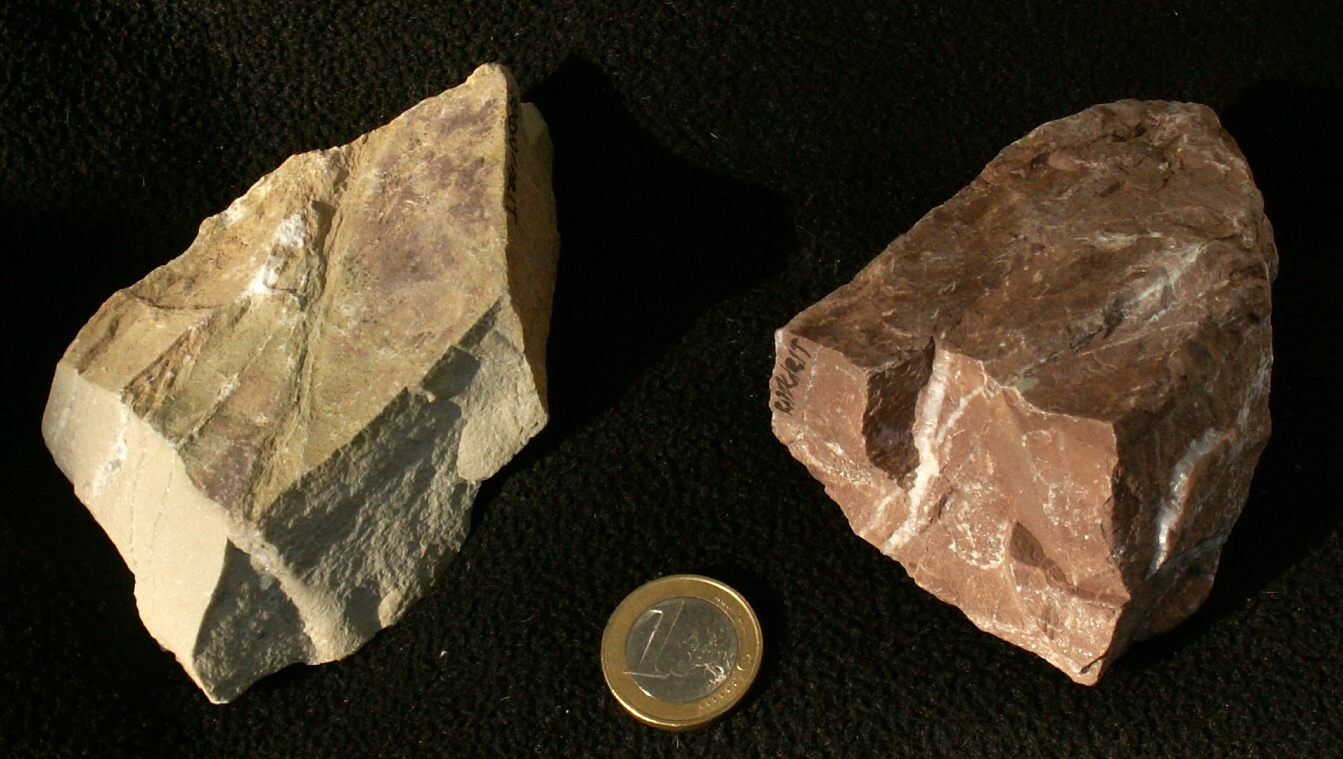
Zwei Radiolarit-Handstücke aus dem Jura der slowakischen Karpaten

Radiolarite sind sehr feinkörnige biogene, marine Sedimentgesteine mit schichtweisem Aufbau. In ihnen wechseln sich Lagen mit klastischem Glimmer, gelegentlichen Karbonatanteilen, Radiolarien-Skelettmaterial und organischem Pigment ab. Der Anteil von Tonmineralen ist gering. Radiolarite können im Verbund mit Karbonatgesteinsschichten auftreten, wenn sie in geringerer Wassertiefe entstanden sind. Gewöhnlicherweise sind sie aber ein Sediment größerer Wassertiefen.
Das Gestein ist spröde und lässt sich nicht leicht spalten, sondern bricht scharfkantig und muschelig. Typisch für Radiolarite ist eine sehr engständige Klüftung infolge derer das Material im Zuge der Verwitterung anfangs in kleine quaderförmige Stücke zerfällt. Die Färbung reicht von hell-weißlich über rötlich, grünlich und bräunlich bis zu tiefschwarz.
Radiolarite bestehen vorwiegend aus Radiolarien-Skeletten und ihren Trümmern, also aus Siliciumdioxid. Radiolarien (Strahlentierchen) sind marine, planktonisch lebende, einzellige Tiere, die ein Innenskelett aus amorphem Siliciumdioxid besitzen und deren Größe zwischen 0,1 und 0,5 Millimetern variiert. In ihrem Formenreichtum lassen sich neben den Albaillellaria und den Entactinaria die beiden bedeutenden Ordnungen der kugeligen Spumellaria und der mützenförmigen Nassellaria unterscheiden und identifizieren. Ansonsten sind Radiolarite weitgehend fossilfrei.

## Sedimentation

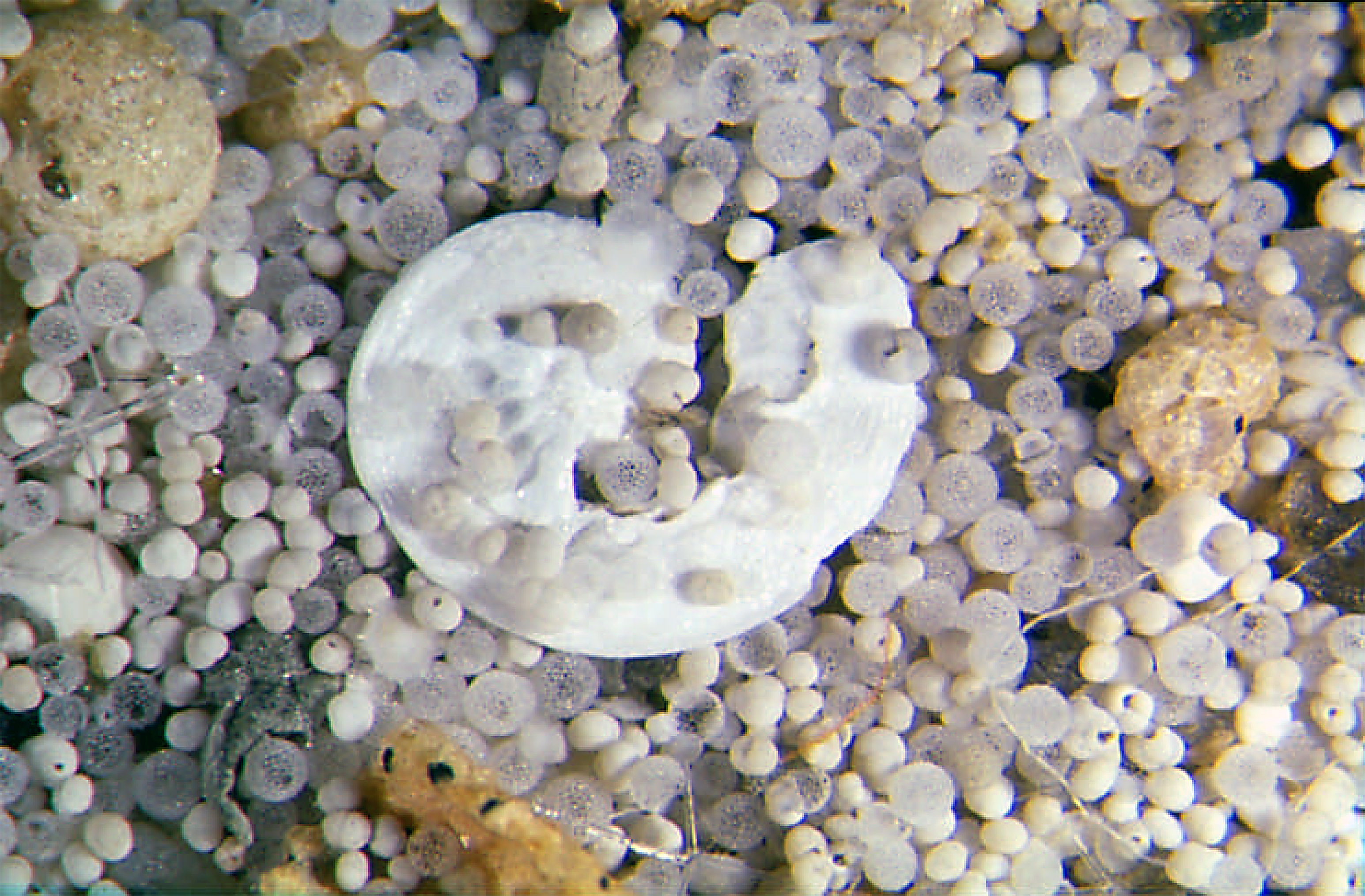
Etwa 12.000 Jahre alte Mikrofossilien vom antarktischen Kontinentalhang (Weddell-Meer). Die durchscheinenden kleinen Kugeln (Ø ≈ 0,5 mm) in der Sedimentprobe sind Radiolarien

Gemäß Takahashi (1983) schweben Radiolarien nach ihrem Absterben noch 2 bis 6 Wochen in der Euphotischen Zone (produktive Oberflächenschicht bis rund 200 Meter Wassertiefe), erst dann beginnen sie allmähliches abzusinken. Dieser Sinkprozess durch 5000 Meter Wassertiefe kann laut Takahashi (1981) zwischen 2 Wochen und 14 Monaten in Anspruch nehmen.
Mit der Zersetzung der organischen Substanz beginnt die Auflösung des Kieselsäureskeletts. Die Lösungsvorgänge sind im Ozean am effektivsten in den obersten 750 Metern, darunter wird nur noch wenig SiO2 gelöst. Die Grenzschicht Sediment/Wasser ist erneut sehr lösungsaktiv (mit einer Eindringtiefe ins Sediment von einigen Zentimetern), etwa dreimal so hoch wie im darunterliegenden Sediment. Aber auch im Sediment gehen die Lösungs- und Umwandlungsprozesse weiter (siehe Diagenese).
Die Überlebensrate der Radiolarienskelette ist gering, sie wird auf etwa 1 Prozent geschätzt. Gemäß Dunbar & Berger (1981) verdanken Radiolarien dieses eine Prozent ihren kolonienbildenden Fähigkeiten und dem Umstand, dass sie gelegentlich in Kotpillen und anderen organischen Aggregaten eingebettet werden. Die organische Ummantelung beschützt die Kieselskelette vor der Auflösung (Casey u. a. 1979), außerdem erhöht sich laut Vinogradov & Tsitlin die Sinkgeschwindigkeit durch die Wassersäule auf das Zehnfache.

## Diagenese, Kompaktion und Sedimentationsraten
Nach Absetzen des Radiolarienschlammes beginnen diagenetische Prozesse, auf das Sediment einzuwirken. Es kommt an den Kieselskeletten zu An- und Auflösungen und zur allmählichen Umformung des amorphen Ausgangsmaterials aus Opal-A zu Opal-CT (Opal mit Kristallkeimen von Cristobalit und Tridymit) und bei steigender Temperatur und wachsendem Druck zu Chalzedon und schließlich zu stabilem, kryptokristallinem Quarz. Mit diesen Phasenänderungen geht eine sukzessive Verringerung der Porosität einher, die sich als Kompaktion bemerkbar macht.
Die Kompaktion von Radiolariten erfolgt in Abhängigkeit von ihrem Chemismus und ist generell positiv mit dem SiO2-Gehalt korreliert. Sie variiert gewöhnlich zwischen den Faktoren 3,2 und 5, d. h. 1 Meter verfestigter Radiolarit entspricht 3,2 bis 5 Meter unverfestigtem Radiolarienschlamm. Bei den alpinen Radiolariten des Oberjuras wurden so unter Berücksichtigung der Kompaktion Sedimentationsraten von 7 bis 15,5 Meter pro 1 Million Jahre (oder 0,007–0,0155 mm/a) bzw. im verfestigten Zustand 2,2 bis 3 Meter/Million Jahren erzielt. Im Vergleich: für die Radiolarite des Pindos wurde auf einen vergleichbaren Wert von 1,8–2,0 Meter pro 1 Million Jahre geschlossen, für die Ostalpen ergaben sich laut Garrisson & Fischer (1969) hingegen nur 0,71 Meter pro 1 Million Jahre. Extrem hohe Sedimentationsraten wurden in der Trias Zentraljapans mit 27–34 Meter/Million Jahre gemessen (Iljima u. a. 1978).
Gemäß De Wever & Origlia-Devos (1982) besitzen rezente, unverfestigte Radiolarienschlämme normalerweise Sedimentationsraten von 1 bis 5 Meter/Million Jahre. Für Radiolarienschlämme des äquatorialen Ostatlantiks wurden 11,5 Meter/Million Jahre gemessen. Das Auftriebsgebiet vor Peru hat laut Schrader (1992) im Vergleich extrem hohe Werte von 100 Meter/Million Jahre. 

## Ablagerungstiefe

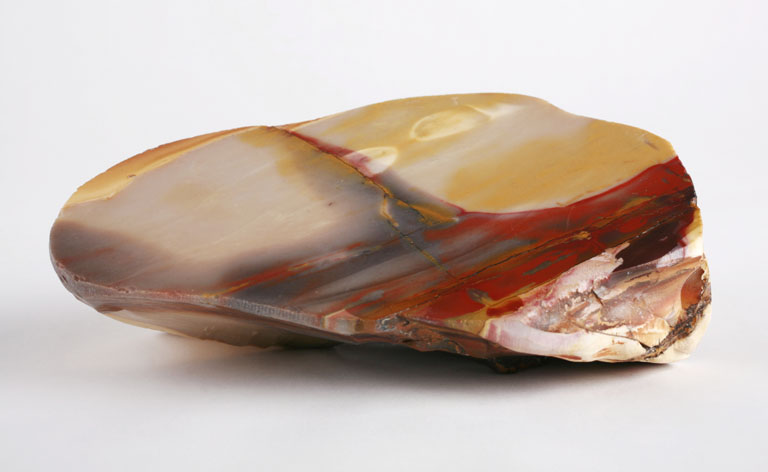
Mookait aus den Kennedy Ranges, in der Nähe Gascoyne Junction, West-Australien in der ständigen Sammlung des Kinder-Museum of Indianapolis

Die früher vertretene Ansicht, Radiolarien und folglich Radiolarite würden nur unter pelagischen Tiefwasserbedingungen abgelagert werden, lässt sich mittlerweile nicht mehr aufrechterhalten. Radiolarienreiche Lagen treten beispielsweise im Solnhofener Plattenkalk und im Werkkalk Mittelfrankens auf, beides Flachwassersedimente. Wichtigste Bedingung für die Ablagerungstiefe der Radiolarite ist die Unterschreitung der Sturmwellenbasis und das Vermeiden erosiver Oberflächenströmungen. Kalklose Radiolarite sind offensichtlich unterhalb der Kalzitkompensationstiefe (engl. calcite compensation depth oder CCD) abgesetzt worden. Hierbei gilt zu bedenken, dass die CCD im Laufe der Erdgeschichte starken Tiefenschwankungen ausgesetzt war und aktuell von der geographischen Breite abhängig ist – ihre Maximaltiefe erreicht sie mit rund 5000 Metern am Äquator.

## Bänderung
Die für Radiolarite charakteristische Bänderung wird primär vom Wechsel in der Sedimentzufuhr bedingt, der sekundär durch diagenetische Effekte überlagert wird. Im einfachen Ton/Kieselsäure-System entsteht bei gleichbleibender Tonzufuhr bedingt durch rhythmische Unterschiede in der Radiolarienproduktion eine Tonstein/Hornstein-Wechsellagerung. Die sedimentären Unterschiede werden während der Diagenese weiter verstärkt, da die Kieselsäure aus den tonreichen Lagen in Richtung Opallagen abwandert. Es können hierbei zwei Fälle unterschieden werden: Bei starker Radiolarienzufuhr und konstanter Tonsedimentation bilden sich recht dicke Hornsteinbänder. Umgekehrt kann bei konstanter Opalzufuhr eine hohe, periodisch wechselnde Tonzufuhr zu dicken Tonlagen mit nur dünnen Hornsteintrennlagen führen. Dieses einfache Zweikomponentensystem wird durch die Zufuhr von Karbonat jedoch weiter verkompliziert. Zwischen den Komponenten Karbonat und Kieselsäure besteht nämlich ebenfalls eine chemische Unverträglichkeit, die während der Diagenese eine Zusammenballung der Kieselkomponente zu Knollen innerhalb der kalkreichen Partien bewirkt. Es können sich folglich komplexe Lagerungsverhältnisse ausbilden, die vom jeweiligen Ausgangsverhältnis der Komponenten Ton, Kieselsäure und Karbonat sowie von den zeitlichen Variationen der Einzelkomponenten im Verlauf der Sedimentation abhängen (entscheidend ist hierbei, welche der Komponenten in Phase auftreten und welche der Komponenten die Hintergrundsedimentation liefern).
Die langperiodische Rhythmizität in der Radiolarienproduktion konnte teils mit Milanković-Zyklen in Verbindung gebracht werden, kurzperiodische Schwankungen lassen sich auf El-Nino-Zyklen und/oder vergleichbar mit Warven auf Jahresrhythmen zurückverfolgen.

## Geographisches und zeitliches Auftreten

### Paläozoikum

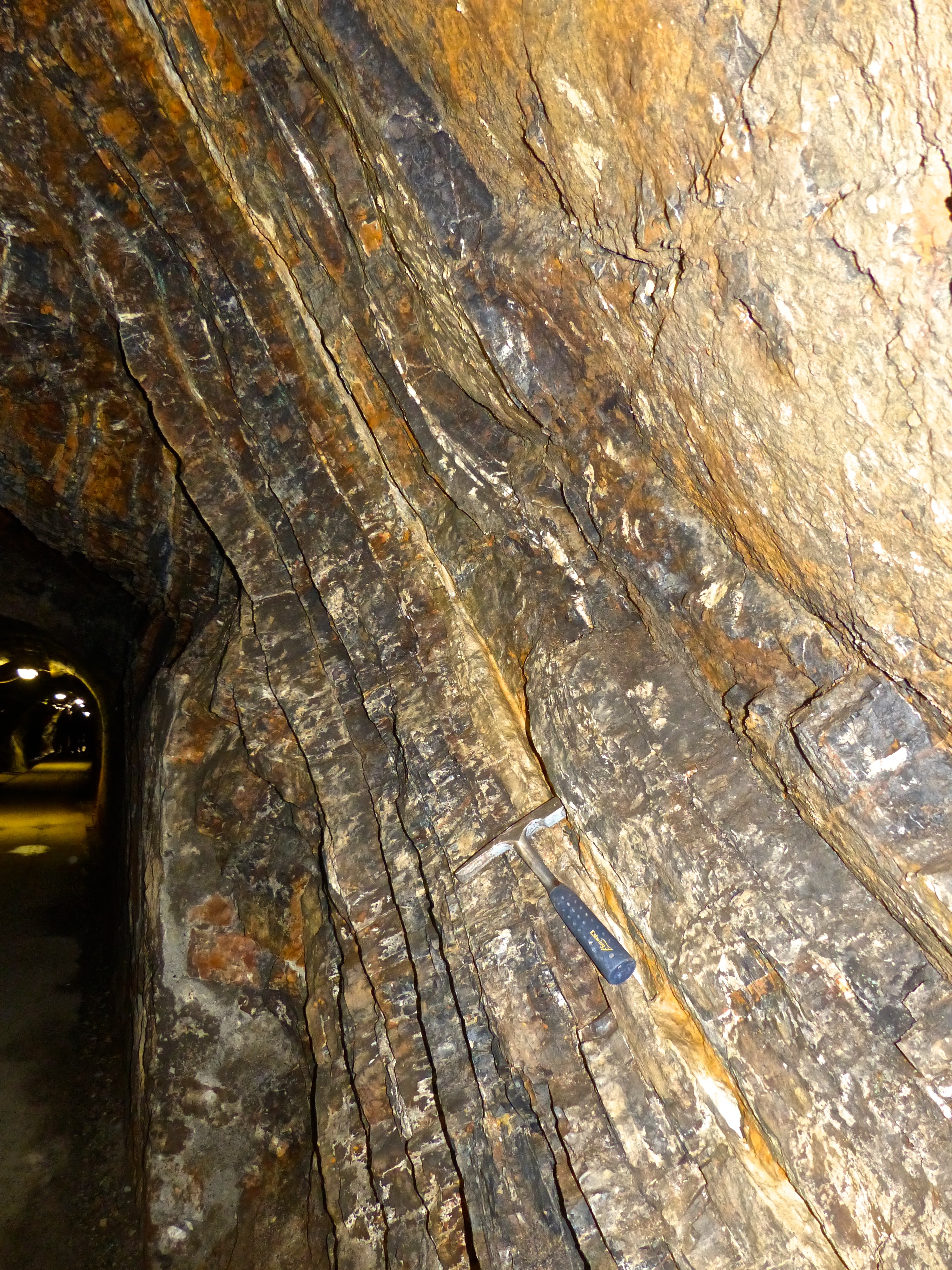
Unterkarbonische Lydite mit Tuffbändern im Kilianstollen (Marsberg)

Die ältesten bekannten Radiolarite stammen aus dem Oberkambrium Kasachstans. Über einen Zeitraum von 15 Millionen Jahren wurde hier Radiolarienschlick bis ins Unterordoviz hinein sedimentiert. Das in der Nähe des damaligen Äquators abgelagerte Tiefwassersediment ist mit Resten von ozeanischer Kruste assoziiert und konnte anhand von Conodonten datiert werden. In kalkreichen Partien konnten vier Radiolarien-Faunengemeinschaften ausgeschieden werden, die älteste, relativ artenarme Fauna stammt aus der zweiten Stufe des Ordoviziums (vormals Unteres Arenig). Die jüngste, mit 15 Taxa relativ artenreiche Faunengemeinschaft datiert in die fünfte Stufe (ehemaliges Unteres Caradoc).
Im Mittleren Ordovizium Schottlands (Oberes Darriwilium oder Oberes Llanvirn) wurden ebenfalls Radiolarite gebildet, so bei Ballantrae. Cherts lagern hier auf Spiliten und Vulkaniten. Radiolarite finden sich auch in den benachbarten Southern Uplands und sind hier mit Kissenlava assoziiert.
Nächstfolgendes Radiolaritvorkommen ist der Strong Island Chert aus dem Mittleren bis Oberen Ordovizium Neufundlands. Der Radiolarit ist als roter Chert ausgebildet und liegt über Ophiolithen.
Im Vogtland, im Fränkisch-thüringischen Schiefergebirge und im Frankenwald sowie im Nordsächsischen Schiefergebirge sind Ablagerungen von dunkelgrauen bis schwärzlichen Kieselschiefern (Lyditen) aus dem Silur weit verbreitet. Sie setzen am Übergang vom Ordovizium zum Silur ein. Kieselschiefer treten hier meist in Verbindung mit Alaunschiefern auf. Ihre Lagerstätten bilden oft langgestreckte Linsen und kaum über größere Distanzen verfolgbare Bänke.
Von großer Bedeutung sind die nordamerikanischen Novaculite (Arkansas, Oklahoma und Texas) aus dem obersten Devon. Die Novaculite sind dünnbankige, milchig-weiß gefärbte Kieselgesteine, die im Verlauf der Ouachita-Orogenese schwach metamorphosiert wurden. Sie bestehen vorwiegend aus Mikroquarz (5–35 µ), der aus Schwammskleren und Radiolarien hervorgegangen ist.
Im Mississippium entstanden im Rheinischen Schiefergebirge ebenfalls Lydite.
Zu Ausgang des Paläozoikums wurden Radiolarite am Südrand Laurasias in der Umgebung von Meschhed im Iran, während des Unterperms auf Sizilien in Kalkolistolithen und in der nordwestlichen Türkei (im zu den Pontiden gehörenden Karakaya-Komplex der Sakarya-Zone), im Mittelperm in der Phyllitserie Kretas sowie im Oberperm in den Hawasina-Decken Omans abgelagert.

### Mesozoikum

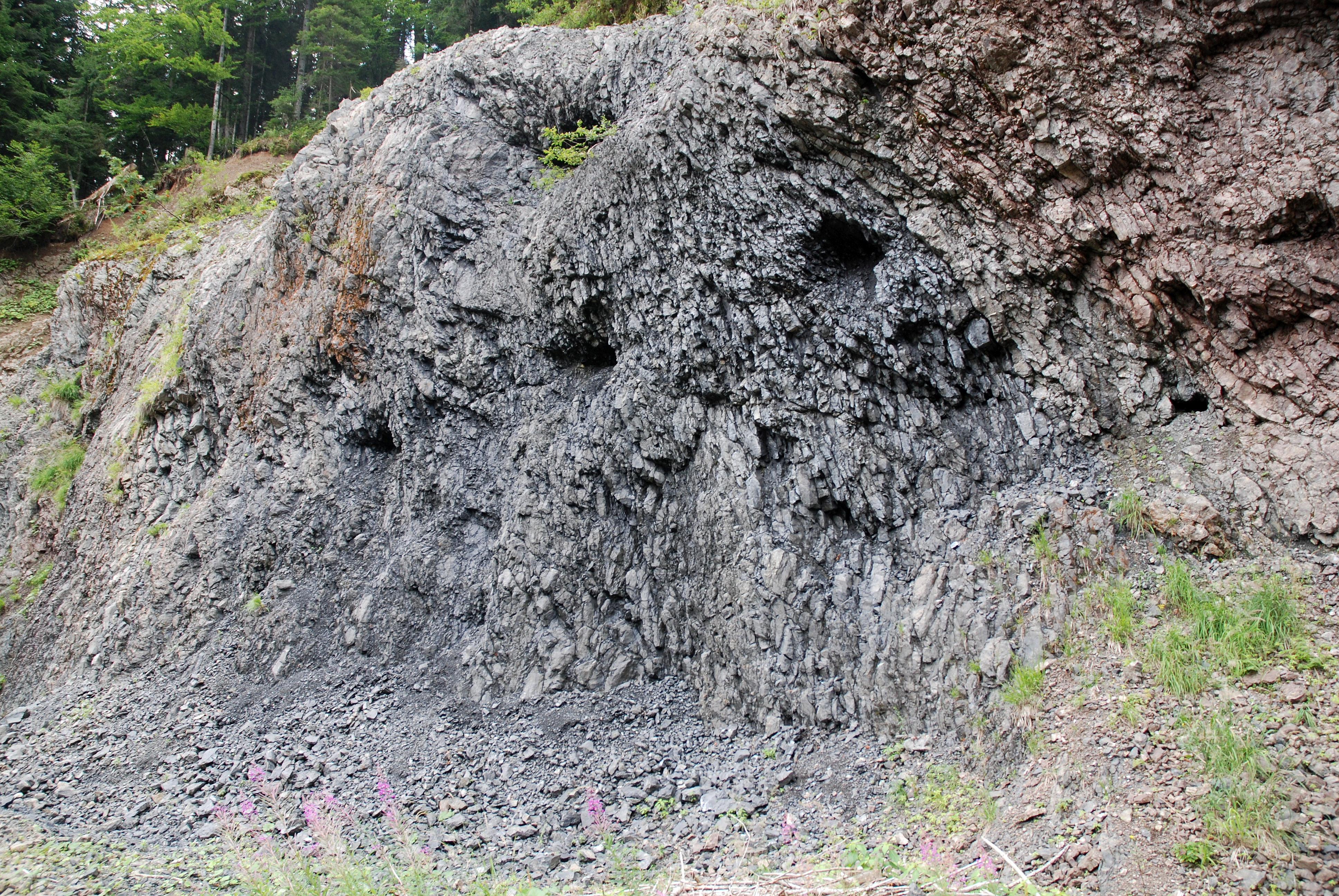
Aufschluss mit verschiedenfarbigen Radiolariten des Oberen Jura, Totes Gebirge (Nördliche Kalkalpen), Grenzbereich Oberösterreich-Steiermark

Während der Trias wurden im Tethysraum so genannte Hornsteinplattenkalke sedimentiert, beispielsweise im oberen Norium und Rhätium in den Südkarawanken (Frauenkogel-Formation). Sie bestehen aus an unebenen Bankgrenzen wechsellagernden Chertlagen und Mikriten, wobei die Chertlagen verkieselte, radiolarienreiche Kalklagen darstellen. In Griechenland enthalten die Hornsteinplattenkalke auch Kalkturbidite. Auf Tiefseeschwellen oder hangaufwärts können sie in rote, radiolarienführende Ammonitenkalke übergehen. In Zentraljapan kamen in der Obertrias tonlagige Radiolarite in einem flachen Randmeer zur Ablagerung, die mit 30 mm/1000 Jahre sehr hohe Akkumulationsraten aufweisen. Neben den Radiolarien sind Schwammnadeln sehr häufig.
In den Alpen bildeten sich während des Juras (Zeitraum Oberbajoc bis Untertithon) Radiolarite in den Nördlichen Kalkalpen (zusammengefasst als Ruhpoldinger Radiolarit-Gruppe) und im Penninikum Frankreichs und Graubündens. Im selben Zusammenhang sind auch die Radiolarite Korsikas zu nennen. Die Radiolarite des ligurischen Apennins kamen etwas später gegen Ende des Juras.
An der Westküste der Vereinigten Staaten entstanden Radiolarite ab dem mittleren Jura, beispielsweise im Franciscan Complex. Die Radiolarite in der Great Valley Sequence sind etwas jünger, sie stammen aus dem Oberjura.
Hierzu parallel wurden im Westpazifik östlich des Marianengrabens ab dem Obercallov bis zum Ende des Valanginiums über mitteljurassischer, ozeanischer Kruste ununterbrochen Radiolarite sedimentiert.
Als Beispiele aus der Unterkreide (Aptium) können der Windalia-Radiolarit Westaustraliens und der Radiolarit aus der Franciscan Formation der Marin Headlands bei San Francisco angeführt werden. Beispiele aus der Oberkreide sind Radiolarite im Zagros und aus dem Troodos in Zypern (Campanium) sowie die roten, mit Manganknollen assoziierten Radiolarientone von Borneo, Rotti, Seram und Westtimor. Die Radiolarite Nordwestsyriens sind mit den Ablagerungen im Troodos-Gebirge Zyperns vergleichbar.

### Känozoikum
Ein Beispiel für känozoische Radiolarientone und Radiolarite stellt die Oceanic Group von Barbados dar. Die Gruppe wurde im Zeitraum frühes Eozän bis Mittelmiozän auf ozeanischer Kruste abgesetzt, welche jetzt unterhalb des Inselbogens subduziert.

## Anwendungen, Vorkommen

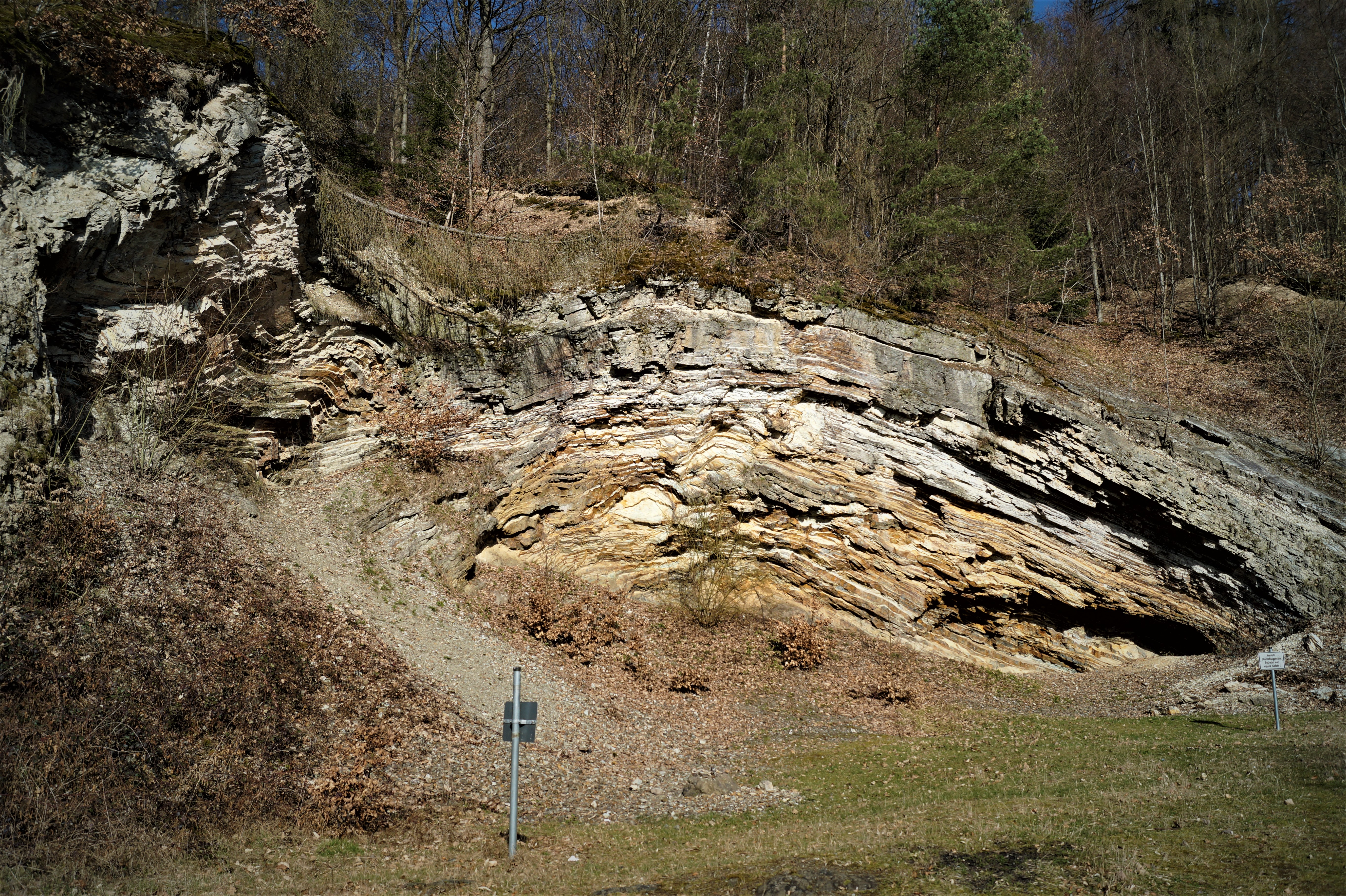
Ehemalige Kieselschiefer-Abbaustätte bei Bergfreiheit im Kellerwald

Radiolarit oder Lydit ist ein sehr hartes Gestein und gilt als das „Eisen der Steinzeit“. Es wurde zu Steinwerkzeugen wie Beilen, Klingen, Bohrern oder Schabern verarbeitet. Seine Bruchkanten sind jedoch nicht so scharf wie die von Feuerstein. Verbreitet sind Beile aus Lydit im westlichen Niedersachsen und nördlichen Westfalen. Das Material tritt im Bramscher Massiv (bei Bramsche) an die Erdoberfläche. Die Farbe variiert je nach Pigmentanteil zwischen rötlich, grünlich, bräunlich und schwarz. Lydit, ein schwarzer paläozoischer Radiolarit, wird als Probierstein verwendet.
Weitere Vorkommen, die gewerblich genutzt wurden, gibt es in Thüringen bei Schleiz und Langgrün (beide silurisch), in Sachsen bei Schönfels, Altmannsgrün, Oelsnitz und Nossen, im Harz bei Sankt Andreasberg und Wernigerode sowie in Mauer bei Wien. Der Zweck des Abbaus in Steinbrüchen war überwiegend die Schottergewinnung. Ferner gibt es genutzte Vorkommen unter anderem in der Tschechischen Republik, Österreich, Großbritannien (Schottland), USA (Utah, Nevada, Idaho, Wyoming) sowie die weltweit bedeutendsten Lagerstätten in Australien (ostaustralische Tasmansynklinale).